# Pandánovité
Pandánovité (Pandanaceae) je čeleď jednoděložných rostlin z řádu pandánotvaré (Pandanales). Jsou to dřeviny s dlouhými a ostnitými listy nahloučenými na koncích větví. Mají komplexní květenství, často podepřená velkými listeny. Čeleď zahrnuje 5 rodů a přes 800 druhů. Pandánovité jsou rozšířeny v tropech Starého světa. Hospodářsky nejvýznamnější a také největší rod je pandán. Pandány mají mnohostranný užitek, poskytují jedlé plody a semena, z listů se získávají vlákna ke tkaní rohoží, textilií a zhotovování řemeslných předmětů aj. Různé druhy pandánu a rodu Freycinetia jsou pěstovány jako okrasné rostliny.

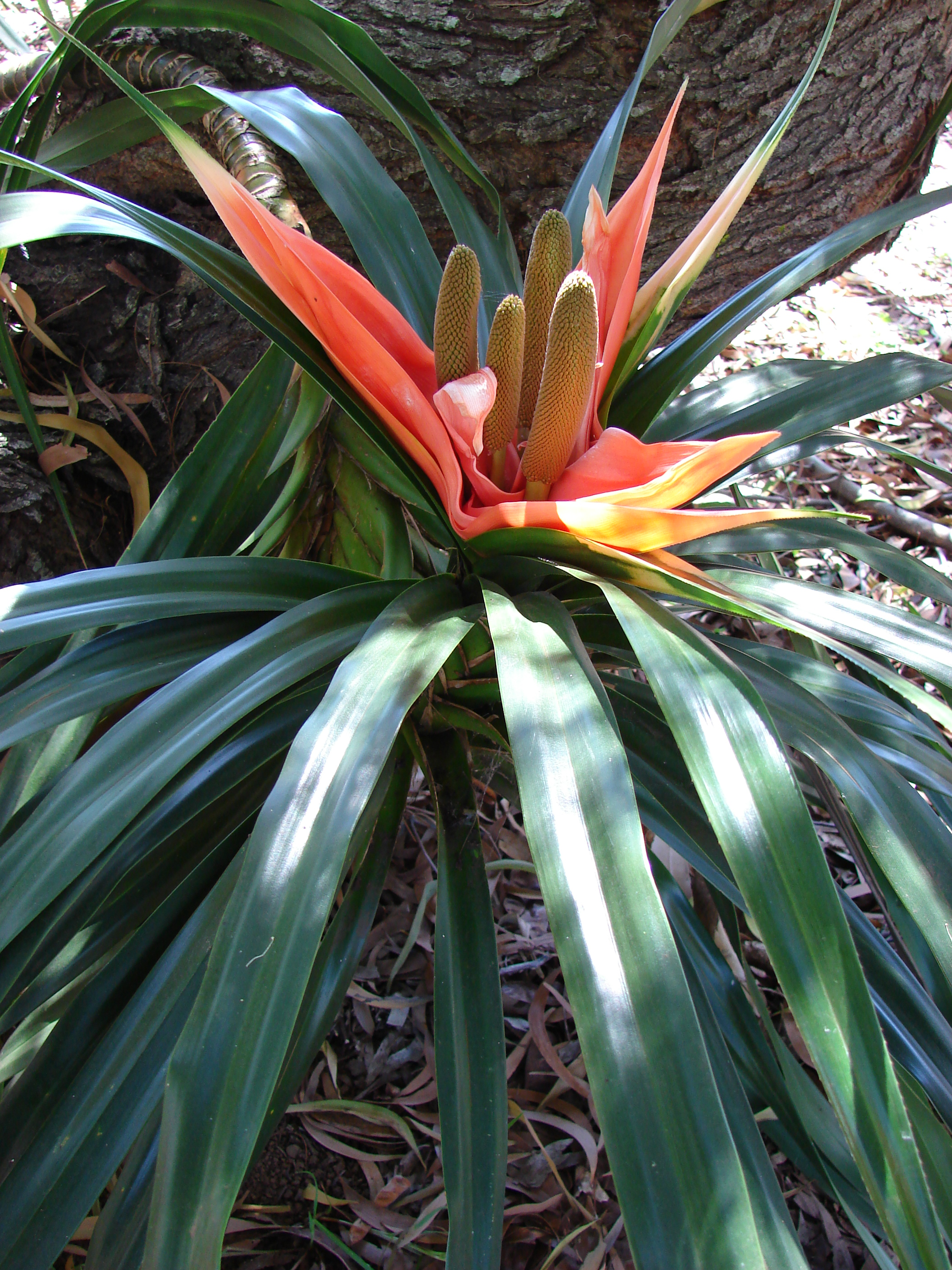
Freycinetia arborea

## Popis
Zástupci pandánovitých jsou stálezelené stromy, keře nebo dřevnaté liány, rostoucí na zemi nebo řidčeji epifytně. Kmeny jsou jednoduché nebo vidličnatě větvené, pokryté jizvami po opadaných listech. Z kmene nebo i ze spodních větví často vyrůstají nadzemní podpůrné kořeny. U některých zástupců se tvoří vzdušné kořeny. Listy jsou početné, střídavé, spirálně nahloučené na koncích kmenů či větví. Jsou jednoduché, přisedlé, čárkovité až kopinaté, kožovité, často lesklé nebo naopak šedavé, lysé, obvykle na okraji ostnité či osténkaté. Žilnatina je rovnoběžná, střední žilka je často osténkatá. Listy jsou na spodní straně kýlnaté, na vrcholu dlouze zašpičatělé. Báze listů je objímavá, s pochvou. U lián (Freycinetia) jsou vyvinuty úponky kořenového původu.
Pandánovité jsou dvoudomé nebo mnohomanželné rostliny s jednopohlavnými květy. Samčí květenství jsou složená, s listeny, skládající se z několika hroznů nebo lat s květy nahloučenými na koncích větévek květenství. Listeny jsou často zvětšené, bílé nebo barevné. Květy jsou drobné a většinou bezobalné, u rodu Sararanga se zakrnělým okvětím. Samčí květy jsou přisedlé (stopkaté u rodu Sararanga), bezobalné, s mnoha tyčinkami a někdy se zbytky semeníku (tzv. pistilodia). Tyčinky jsou ve svazečcích, volné nebo různě srostlé, s hladkými nebo papilózními nitkami. Samičí květenství jsou vrcholová, jednotlivá nebo v klasech, hroznech nebo hlávkách, za plodu často převislá. Samičí květy někdy obsahují staminodia. Pestíky jsou volné nebo spolu srůstají do 1 až mnoha segmentů. Semeník je svrchní, obsahuje 1 nebo několik komůrek s 1 až mnoha vajíčky a nese 1 nebo několik téměř či zcela přisedlých blizen. Plodem je bobule nebo peckovice. U řady pandánů srůstají plody podobně jako u ananasu v komplexní útvar nazývaný sorosus neboli cenokarpium, na jehož stavbě se mimo jednotlivých květů podílí i vřeteno květenství.

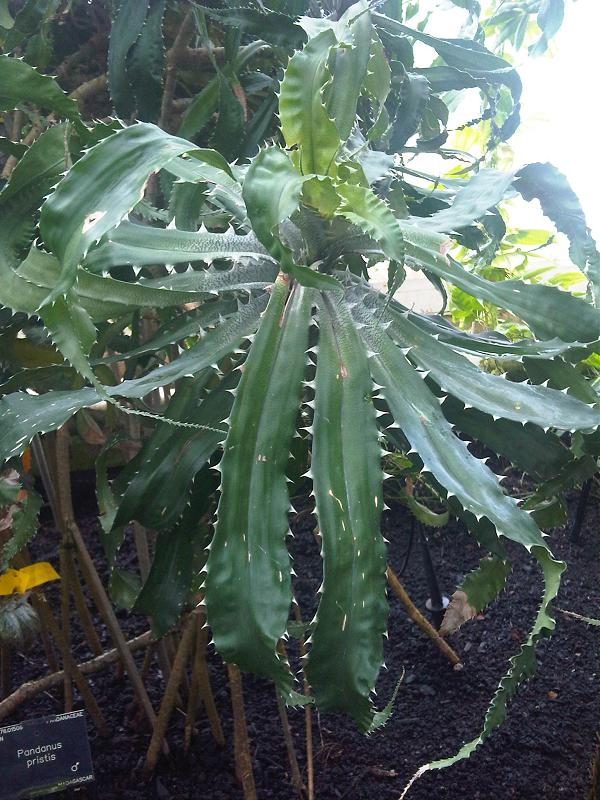
Silně ostnitý druh pandánu P. pristis
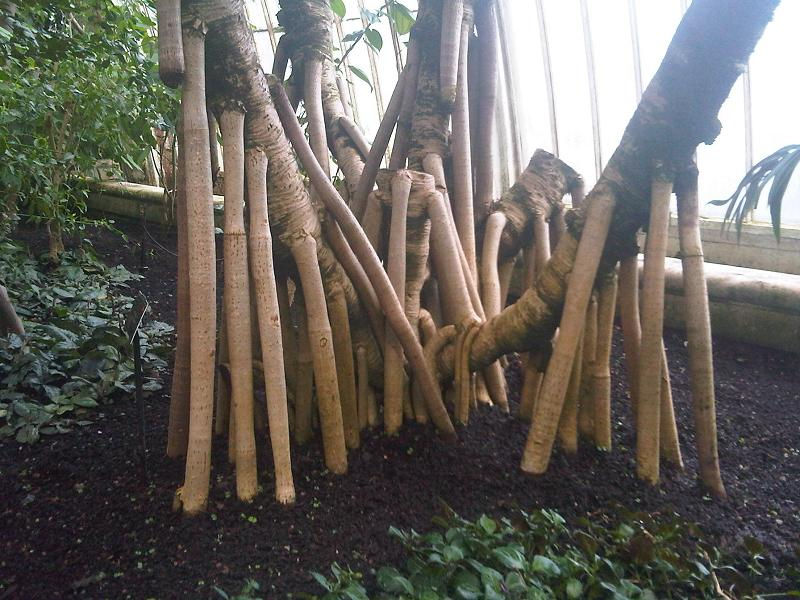
Opěrné kořeny pandánu P. vandermeeschii
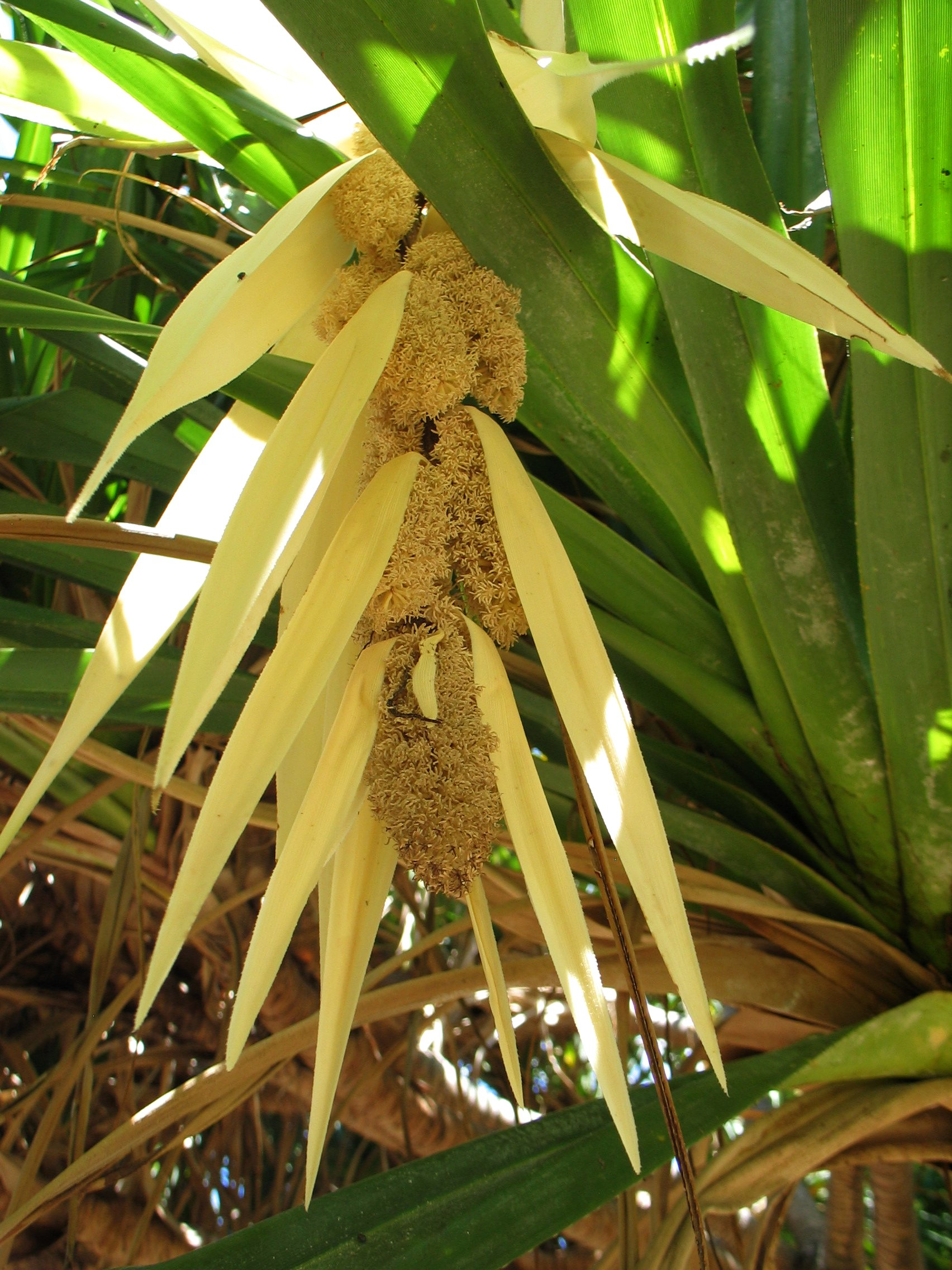
Samčí květenství pandánu P. tectorius
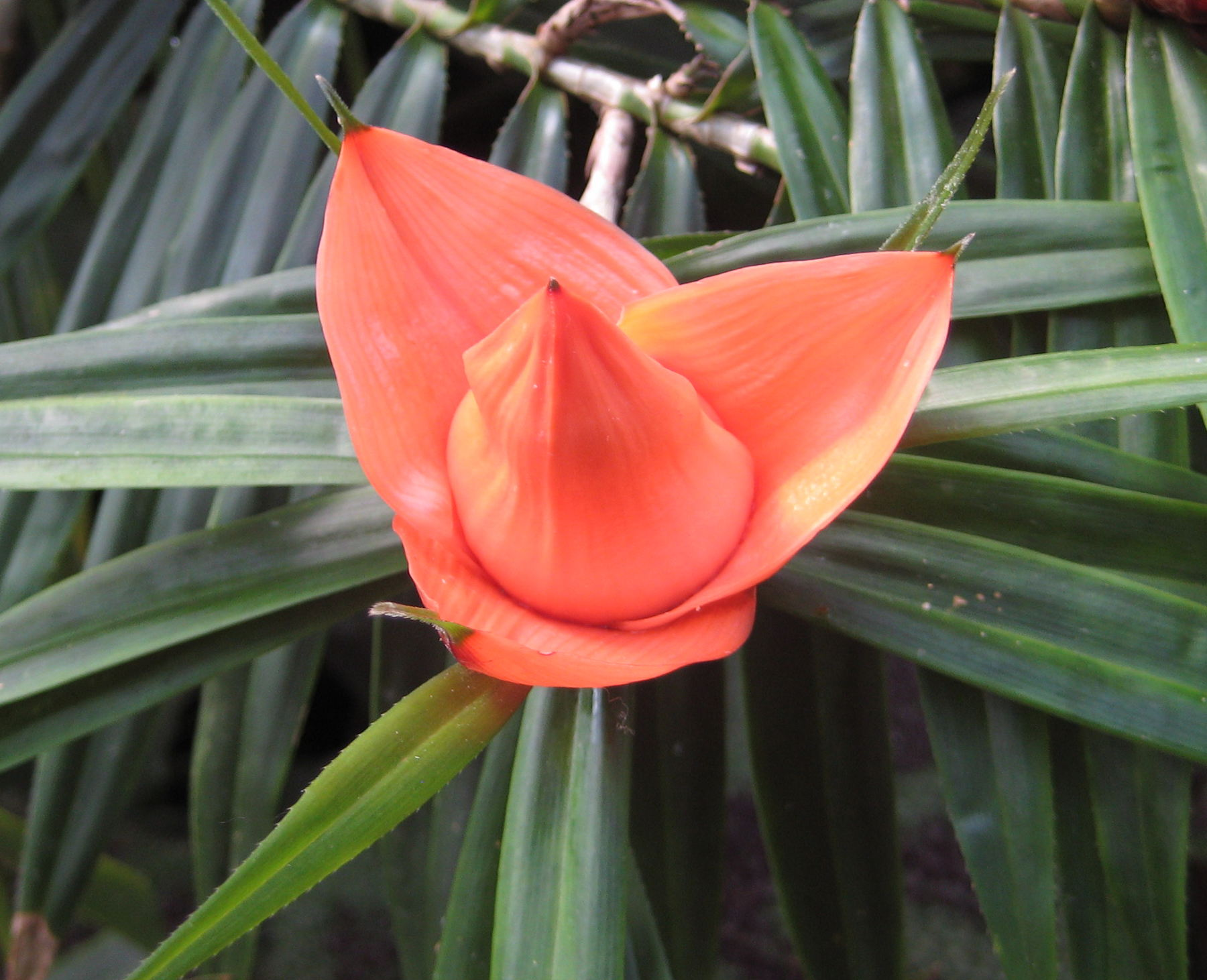
Květenství Freycinetia luzonensis
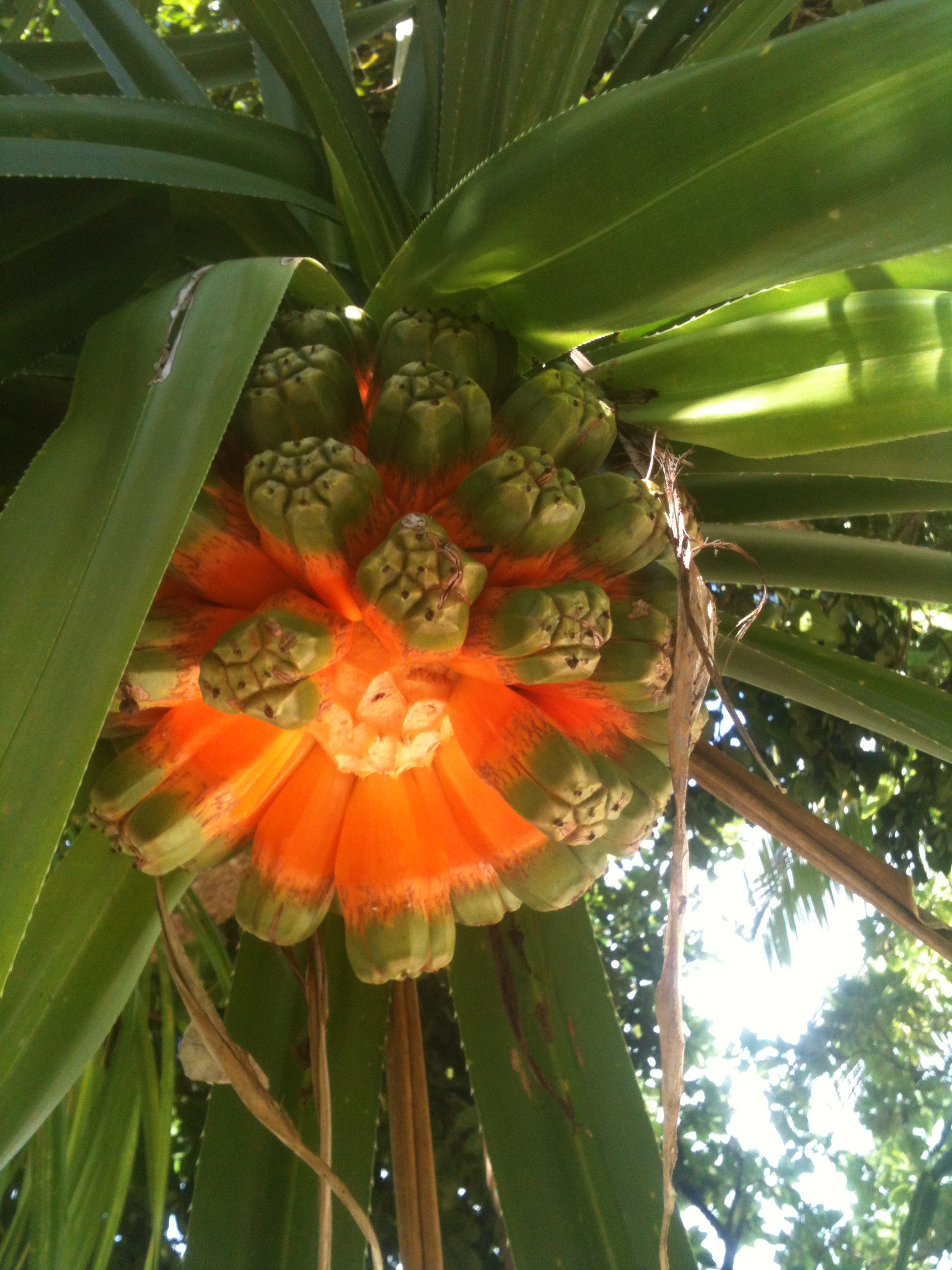
Plodenství pandánu Pandanus sp.

## Rozšíření
Čeleď pandánovité zahrnuje přes 800 druhů v 5 rodech. Největší rody jsou pandán (Pandanus, asi 600 druhů) a Freycinetia (175 druhů). Pandánovité jsou rozšířeny v tropech Starého světa. Centrum druhové diverzity je na Papui Nové Guineji, kde jsou zastoupeny všechny rody s výjimkou rodu Martellidendron. Zatím zde bylo popsáno přes 150 druhů. Největší areál rozšíření, překrývající se s rozšířením celé čeledi, má rod pandán, který tvoří množství endemických, lokálních druhů. V Asii sahá areál rozšíření pandánu od Indie po Japonsko (Pandanus boninensis, endemit Boninských ostrovů) a tichomořské ostrovy. V Nepálu roste jediný druh této čeledi, Pandanus nepalensis. Rod Freycinetia je rozšířen v Asii od Srí Lanky přes jihovýchodní Asii po Tichomoří a Austrálii, jeden druh (F. banksii) roste na Novém Zélandu a jako jediný druh celé čeledi zde přesahuje do teplých oblastí mírného pásu. Martellidendron byl dlouho považován za rod endemický pro Madagaskar (5 druhů), v roce 2003 však byl popsán nový druh, M. hornei, ze Seychelských ostrovů. Rod Sararanga má jen 2 druhy a vyskytuje se na Filipínách, Papui Nové Guineji a Šalomounových ostrovech.
Na Madagaskaru roste asi 90 druhů ve 2 rodech (pandán a Martellidendron). V kontinentální Africe je čeleď zastoupena 12 druhy pandánu, na Maskarénských ostrovech východně od Madagaskaru 25 druhy. V Austrálii jsou zastoupeny 2 rody, pandán a Freycinetia, rozšířené v severní Austrálii a při pobřeží východní Austrálie.

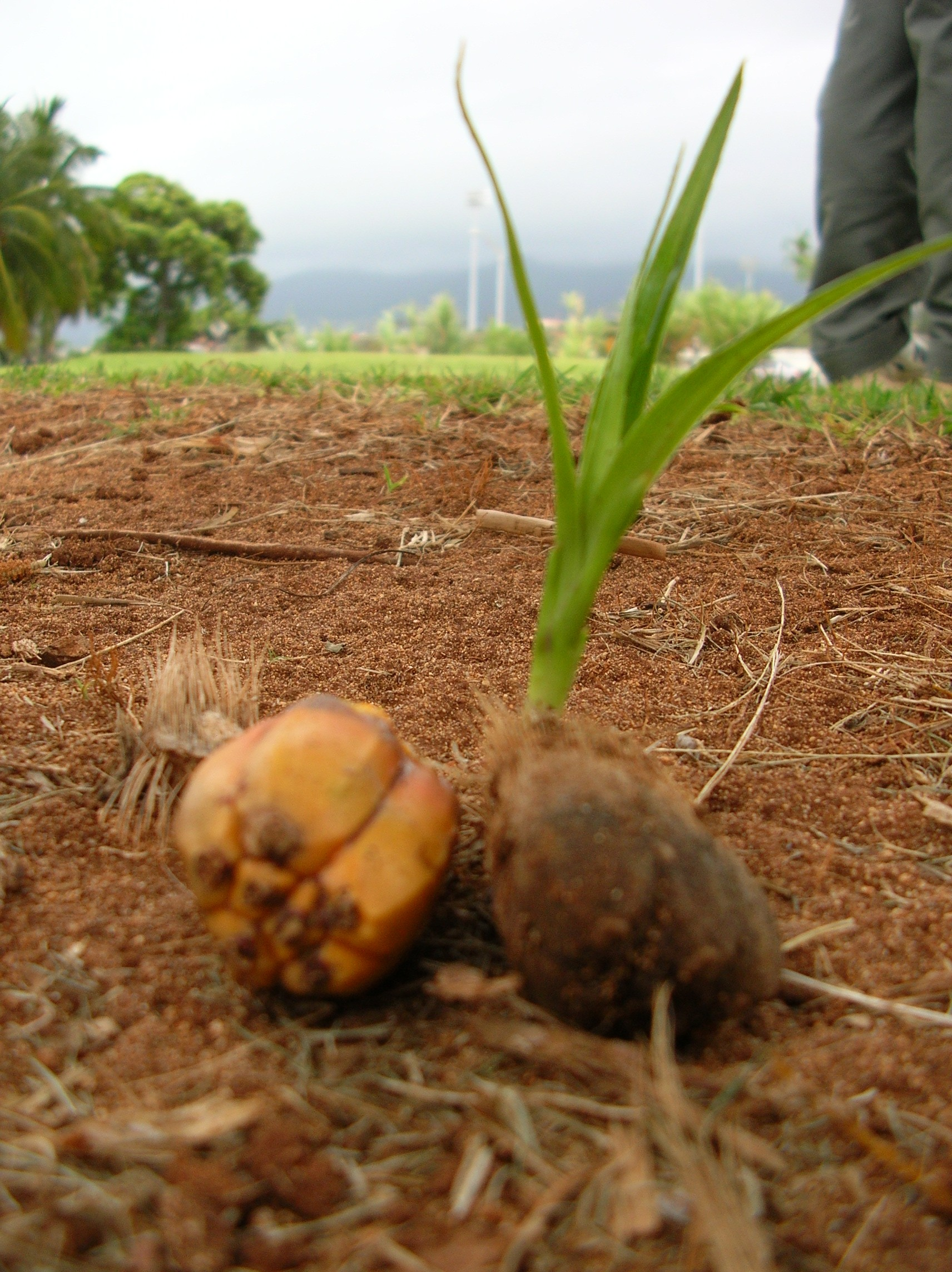
Klíčící rostlina Pandanus tectorius

## Ekologické interakce
Způsoby opylování jsou u pandánovitých různorodé. Květy pandánů jsou vesměs větrosprašné, zatímco květy Sararanga jsou opylovány hmyzem. Květenství rodu Freycinetia, podepřená nápadnými červenými nebo bílými listeny, jsou uzpůsobena opylování obratlovci, zejména ptáky či netopýry. Květy nevytvářejí nektar a opylovače zřejmě láká pyl nebo dužnaté listeny.
Semena pandánů jsou nejčastěji šířena sladkou nebo mořskou vodou. Plody Freycinetia a Sararanga konzumují a rozšiřují zvířata.
Některé druhy se také snadno rozmnožují vegetativně pomocí výběžků.
Četné druhy pandánovitých rostou na mořském pobřeží a jsou odolné vůči slané vodě.

## Taxonomie
Taxonomie zejména rodu Pandanus je složitá a neustálená. Zvláště některé široce rozšířené taxony jsou některými taxonomy pojímány široce, zatímco jiní rozlišují množství drobných druhů. Identifikace pandánů je obtížná, mj. kvůli nedostatečným herbářovým dokladům a vysoké variabilitě.
Rod Martellidendron byl popsán v roce 2003 a bylo do něj na základě molekulárních výzkumů odděleno 6 druhů z rodu Pandanus.
|  | Benstonea                                                    |
|  |                                                              |
|  | \| \| Martellidendron \| \| \| \| \| \| Pandanus \| \| \| \| |
|  |                                                              |
|  | Martellidendron                                              |
|  |                                                              |
|  | Pandanus                                                     |
|  |                                                              |

|  | Martellidendron |
|  |                 |
|  | Pandanus        |
|  |                 |

|  | Benstonea                                                    |
|  |                                                              |
|  | \| \| Martellidendron \| \| \| \| \| \| Pandanus \| \| \| \| |
|  |                                                              |
|  | Martellidendron                                              |
|  |                                                              |
|  | Pandanus                                                     |
|  |                                                              |

|  | Martellidendron |
|  |                 |
|  | Pandanus        |
|  |                 |

|  | Benstonea                                                    |
|  |                                                              |
|  | \| \| Martellidendron \| \| \| \| \| \| Pandanus \| \| \| \| |
|  |                                                              |
|  | Martellidendron                                              |
|  |                                                              |
|  | Pandanus                                                     |
|  |                                                              |

|  | Martellidendron |
|  |                 |
|  | Pandanus        |
|  |                 |

|  | Benstonea                                                    |
|  |                                                              |
|  | \| \| Martellidendron \| \| \| \| \| \| Pandanus \| \| \| \| |
|  |                                                              |
|  | Martellidendron                                              |
|  |                                                              |
|  | Pandanus                                                     |
|  |                                                              |

|  | Martellidendron |
|  |                 |
|  | Pandanus        |
|  |                 |

## Zástupci
- pandán (Pandanus)[16]

## Význam
Pandány mají lokálně poměrně mnohostranné využití. Některé druhy mají plody s jedlou dužninou, např. madagaskarský Pandanus edulis, asijský P. tectorius a novoguinejský P. conoideus. V některých oblastech jsou tyto plody pro domorodce důležitým zdrojem bílkovin. Druh P. tectorius je hojně pěstován téměř v celé tropické Asii. Některé druhy pandánů mají jedlá semena, která se před konzumací praží. Aromatické listy Pandanus amaryllifolius jsou v tropické Asii používány jako koření a druh je rovněž široce pěstován. V Africe je pěstován zejména P. utilis. Z listových vláken se zhotovují mj. pytle na kávu, tkané rohože či koše. Bílé a lesklé vlákno z listů P. papuanus se používá k výrobě hrubých tkanin a provazů. Lokálně jsou vlákna z různých druhů pandánu používána zejména k tkaní provazů, rohoží a dalších řemeslných předmětů.
Některé druhy jsou v tropech pěstovány jako okrasné rostliny, zejména Pandanus tectorius, P. utilis a Freycinetia cuminghiana. Existuje také kultivar pandánu s výrazně panašovanými listy, neznámého původu. S některými druhy pandánu se lze setkat ve sklenících botanických zahrad. Řidčeji je pěstován rod Freycinetia. Druhy jako P. sanderi nebo P. veitchii se dají pěstovat jako pokojové rostliny.

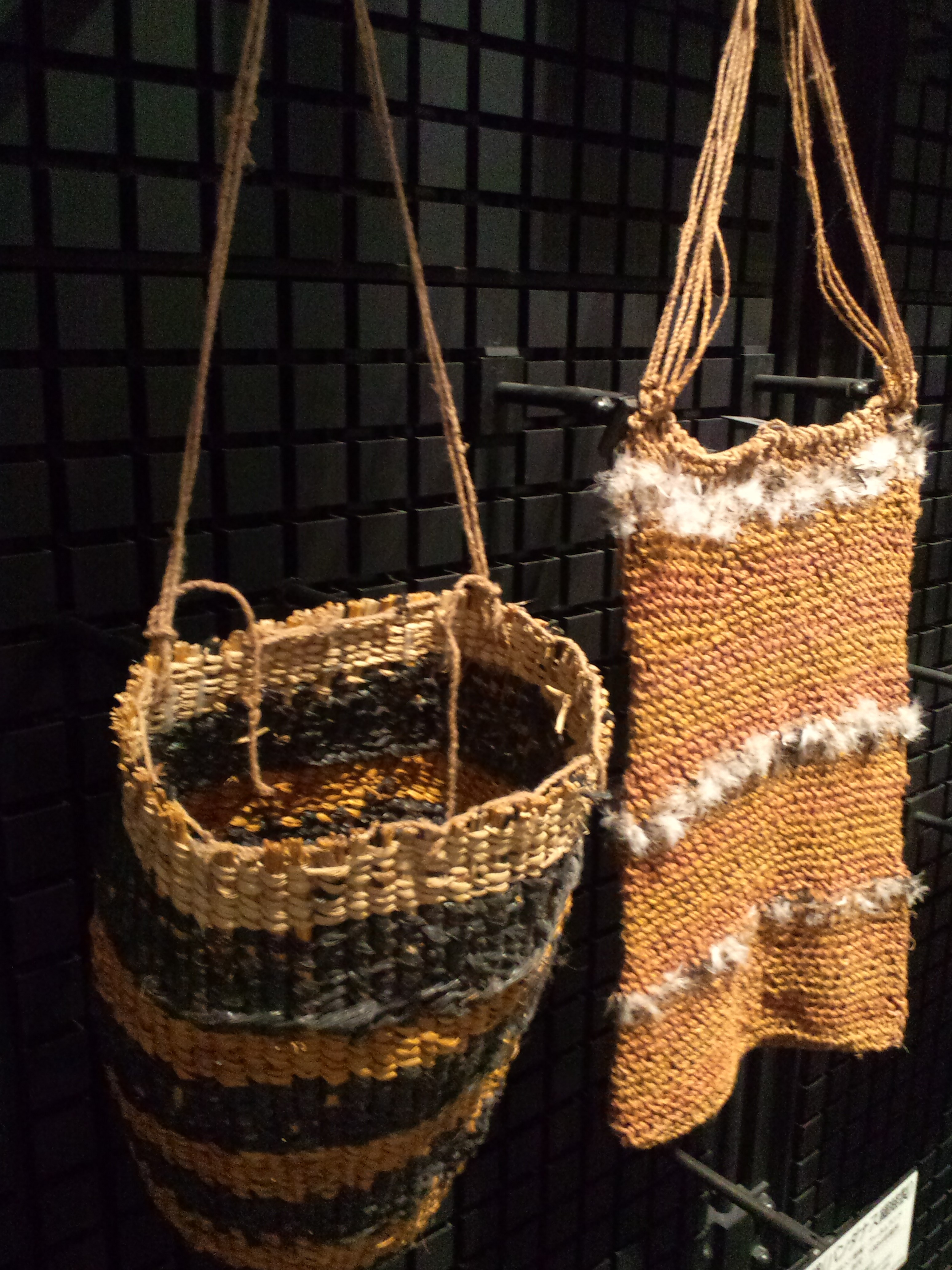
Tašky, zhotovené v Austrálii z pandánových vláken
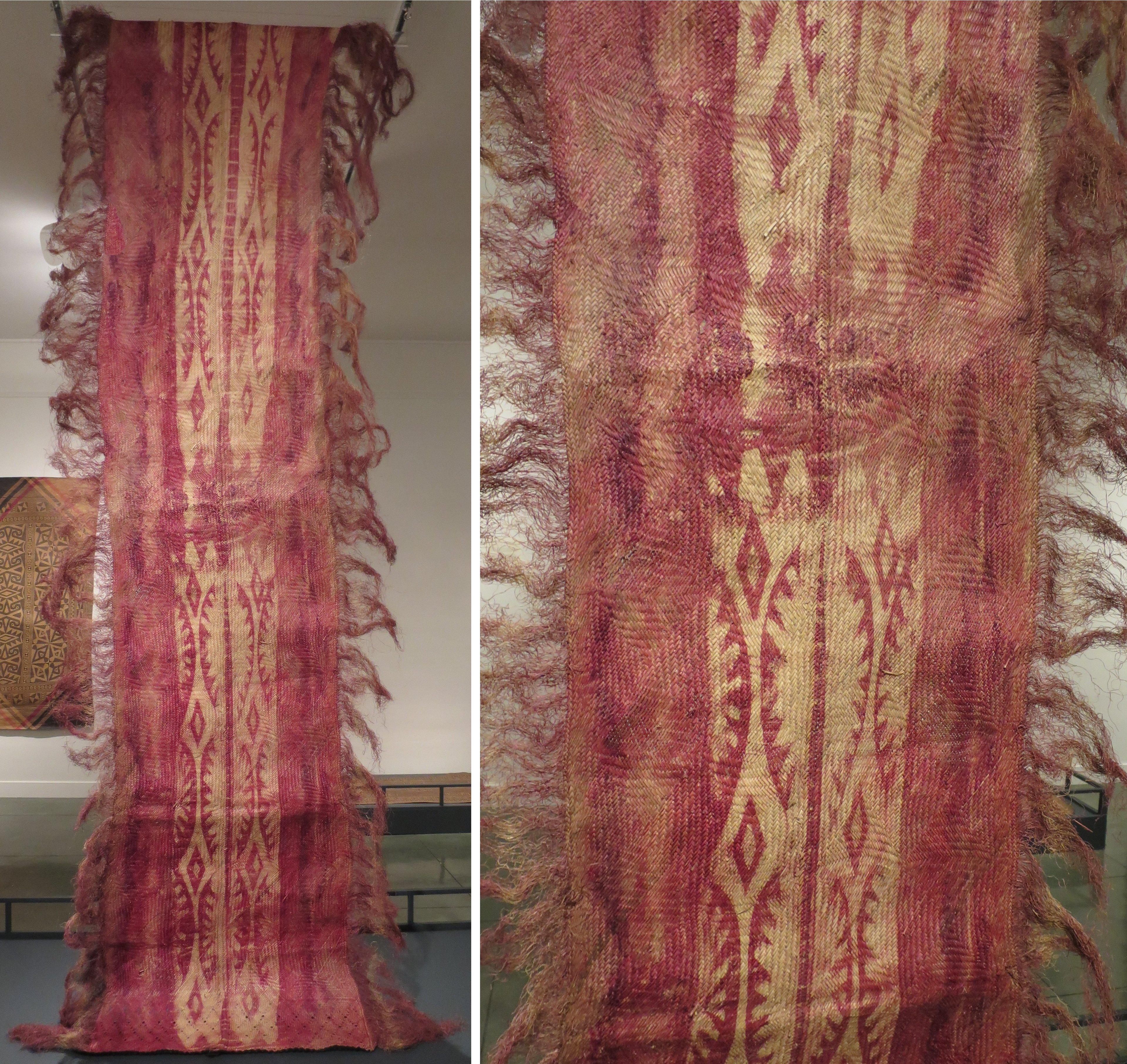
Havajská rohož tkaná z vláken Pandanus tectorius
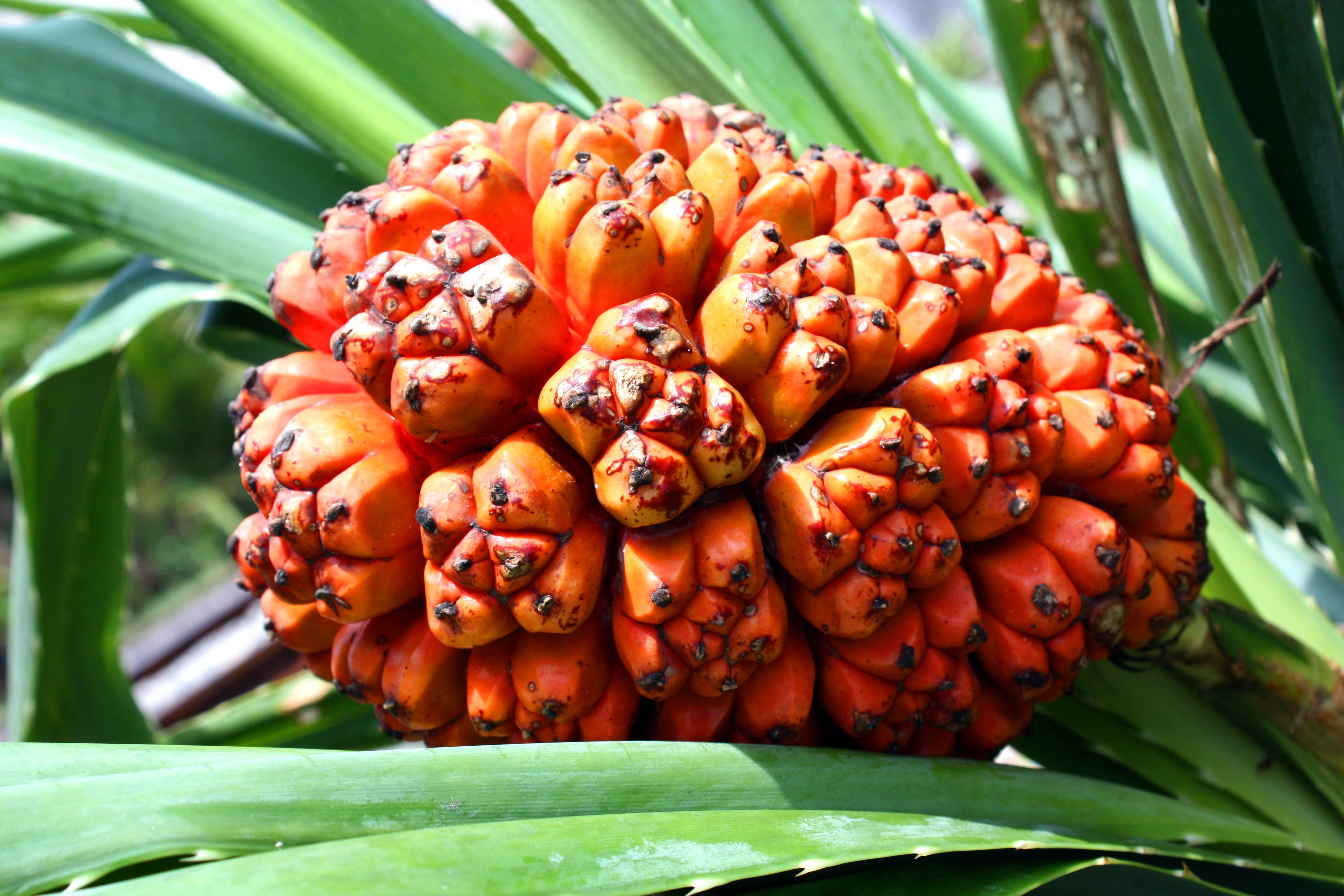
Jedlé plodenství Pandanus tectorius
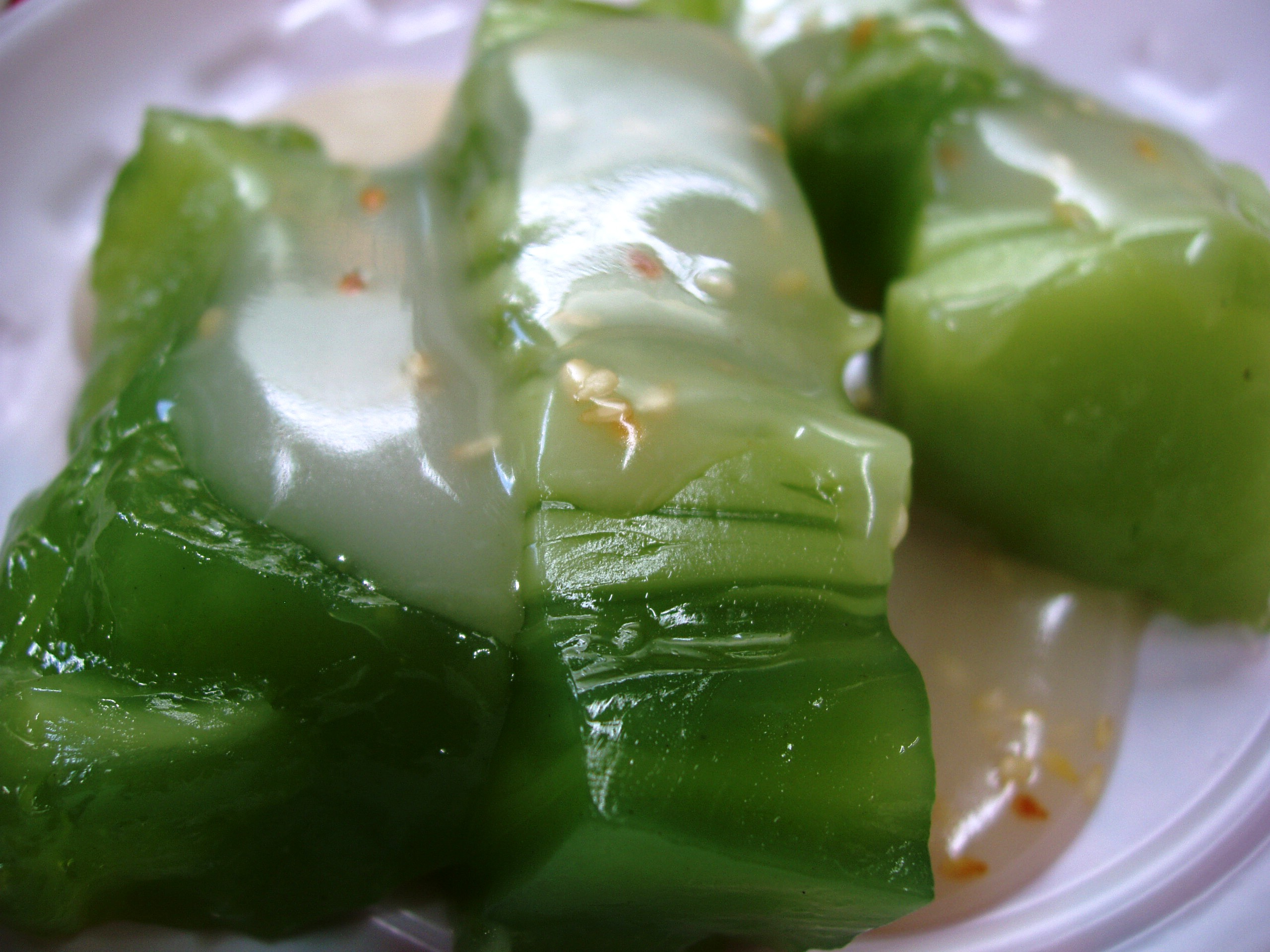
Vietnamský dezert ovoněný extraktem z Pandanus amaryllifolius

## Přehled rodů
Freycinetia,
Martellidendron,
Pandanus,
Sararanga